# 은적암
은적암(隱寂庵)은 대한민국 전라남도 여수시 돌산읍 군내리에 있는, 고려 명종 25년(1195)에 보조국사가 세운 암자이다. 1984년 2월 29일 전라남도의 문화재자료 제39호로 지정되었다.

## 개요
고려 명종 25년(1195)에 보조국사가 세운 암자이다. 현재 남아 있는 건물로는 대웅전, 관명루, 칠성각 등이 있다.
이 중 대웅전은 옆면에서 볼 때 여덟 팔(八)자 모양인 팔작지붕인데, 오른쪽 옆면만은 지붕선이 사람 인(人)자 모양인 맞배지붕으로 되어 있다. 지붕 처마를 받치기 위해 장식하여 만든 공포는 기둥 위에만 있는 주심포 양식과 새 날개 모양을 한 익공 양식을 섞어 꾸몄다.
관명루는 앞면 3칸·옆면 2칸 규모이며 지붕은 맞배지붕으로 세 번<광해군 10년(1618), 정조 14년(1790), 철종 8년(1857)>에 걸친 수리를 기록한 상량문이 전하고 있다. 유물로는 1918년에 조성된 후불탱, 칠성탱, 산신탱 등이 있다.

## 참고 문헌
- 은적암 - 국가유산청 국가유산포털